# Pour toi Sandra
Pour toi Sandra est un album de bande dessinée préventive de Derib publié en 1996 et dont le thème est la problématique de la prostitution.

## Trame
La BD raconte l'histoire d'une jeune fille exposée à la problématique de la prostitution.
À la fin de l'histoire, plusieurs pages où les jeunes peuvent trouver des réponses à leurs questions liées à la drogue et à la prostitution, ainsi que quelques adresses en Suisse, France et Belgique.

## Prix
Cet album, traduit en anglais, allemand, néerlandais, espagnol et italien a obtenu le prix du prix du jury œcuménique de la bande dessinée en 1998.